# Kumbak
Kumbak is een Nederlands producent van pretparkattracties. Naast het produceren van eigen attracties is het bedrijf vooral gespecialiseerd in het verbeteren van bestaande achtbanen en attracties die oorspronkelijk door andere fabrikanten geproduceerd zijn.

## Geschiedenis
KumbaK (oorspronkelijk KumbaK Coasters) werd op 14 november 2001 opgericht, enkele maanden na het faillissement van Vekoma. Het bedrijf werd opgericht door negen voormalige medewerkers van Vekoma. Kumbaks eerste project was het ontwerpen van een evacuatieplatform voor Morey's Piers' Great Nor' Easter Suspended Looping Coaster. Sindsdien heeft het bedrijf upgrades uitgevoerd op verschillende attracties die oorspronkelijk door andere fabrikanten werden gemaakt. Ook produceerde het bedrijf verschillende waterachtbanen en darkrides. Sinds 2009 focussen ze zich meer op achtbanen en de veiligheid van attracties en sindsdien is de officiële naam KumbaK - The Amusement Engineers.

## Projecten

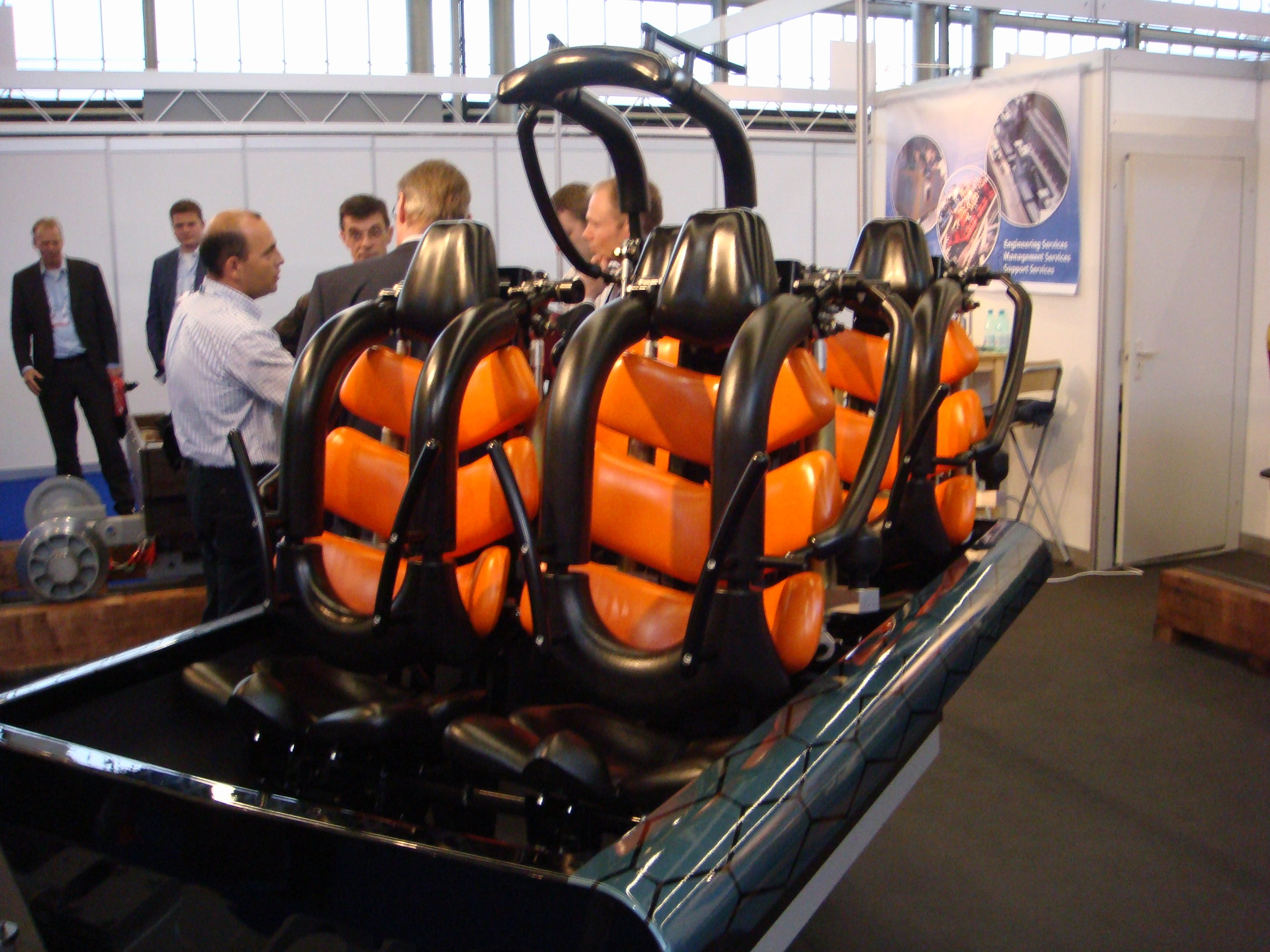
Een Kumbakkar van de Sea Viper te zien op de IAAPA Expo in 2009.

- Great Nor Easter, Morey's Piers (2003) - Een evacuatieplatform werd opgebouwd voor de Vekoma Suspended Looping Coaster.[2]
- Space Invader 2, Pleasure Beach Blackpool (2004) - vervanging van een deel van de baan, de lifthill, karretjes en de remmen van de Zierer-achtbaan uit 1984.[6][8]
- Villa Fiasko, Toverland (2004) - een cakewalk.
- Stalen Monsters, Nederlands Spoorwegmuseum (2005) - een darkride die door Kumbak en Imtech ontworpen en geproduceerd werd.[6][7][9]
- Python, Efteling (2005) - de originele treinen van Vekoma werden vervangen door treinen van Kumbak.[10]
- Grand National, Pleasure Beach Blackpool (2006) - nieuwe remmen werden toegevoegd aan deze Möbius Loop achtbaan.[11]
- Phantom's Revenge, Kennywood (2006) - nieuwe remmen werden toegevoegd aan deze Arrow Dynamics/Chance Morgan hypercoaster.[12]
- De Vliegende Hollander, Efteling (2007) - compleet ontwerp en bouw van grootste deel van de track van deze waterachtbaan, niet afgemaakt door problemen met het bedrijf heeft Intamin het afgemaakt.[4][5]
- Stampida, PortAventura (2007) - toevoeging van 4 nieuwe treinen evenals nieuwe remmen voor deze houten achtbaan van Custom Coasters International.[6][13]
- Tomahawk, PortAventura (2007) - nieuwe remmen en nieuwe besturing voor deze Custom Coasters International houten achtbaan.[6][14]
- Apenbaan, Ouwehands Dierenpark (2008) - renovatie van deze Mack Rides monorail om aan de huidige operationele eisen te voldoen.[15]
- Miraculum, Wiener Prater (2008) - een 5D-theater.[16][17]
- Vienna Airlines, Wiener Prater (2008) - een panoramavliegsimulator.[16][18]
- Hornet, Wonderland Park (2008) - upgrade van het besturingssysteem voor deze Vekoma-attractie.[19]
- Sea Viper, Sea World, Queensland (2009) - een nieuwe trein ter vervanging van de originele Arrow Dynamics-trein uit 1982.[20][21]
- Robin Hood, Walibi Holland (2010) - nieuwe beugels voor deze Vekoma houten achtbaan.[22]
- Rutschebanen, Dyrehavsbakken (2010) - upgrade voor deze achtbaan uit het begin van de jaren 30.[20][23]
- Arkham Asylum – Shock Therapy, Warner Bros. Movie World (2012) - een nieuwe trein voor deze Vekoma Suspended Looping Coaster.[24]
- T3, Kentucky Kingdom (2015) - nieuwe karretjes, beugels en remmen voor deze Vekoma Suspended Looping Coaster.[25]
- Viking Voyage, Wild Adventures, Georgia (2018) - Levering en montage van "vergrendelde en bewaakte veiligheidsgordel"-systemen om toe te voegen als secundair beveiligingssysteem.[26]
- Wooden Coaster, PNE Playland, Vancouver (2022) - Levering en montage van "vergrendelde en bewaakte veiligheidsgordel"-systemen om toe te voegen als secundair beveiligingssysteem.[27]